# El perro
El perro es una película española de drama y acción, con un claro trasfondo político, estrenada en 1977, dirigida por Antonio Isasi-Isasmendi y protagonizada en los papeles principales por Jason Miller y Lea Massari.
Se trata de una adaptación libre de la novela Como un perro rabioso de Alberto Vázquez Figueroa.
La película fue exhibida fuera de concurso en la inauguración del Festival Internacional de Cine de San Sebastián en 1977.  En 2009 fue emitida en la sección "Sitges Clàssics - Els altres fantàstics" en el Festival de Cine de Sitges.

## Sinopsis
En un país latinoamericano no revelado, en el que impera una estricta dictadura, Arístides, un preso político, logra escapar de prisión junto a otro prisionero. Ambos tratan de huir mientras el sanguinario guardián Zancho y su violento perro los persiguen. Uno de los fugitivos, un viejo profesor, tiene información muy importante que no puede llegar a manos de los grupos opositores al gobierno.

## Reparto
- Jason Miller como Arístides Ungria
- Lea Massari como Muriel
- Marisa Paredes como Guerrillera
- Aldo Sambrell como	Omar Romero
- Yolanda Farr como Campesina
- Francisco Casares como Zancho
- Juan Antonio Bardem como Abraham Abatti
- Eduardo Calvo como	Oreste
- Manuel de Blas como Mayor Araes
- Antonio Gamero como Cuatrero
- Luis Gaspar
- Juan Margallo como	Cuatrero
- Vicente Cuesta como Huascar
- Miguel Rellán como	Guerrillero
- Luis Marin como Preso
- José Yepes
- Rafael Albaicín
- Antonio Mayans como Teniente
- José Vivó como	Sebastián
- Amparo Valle
- Gerardo Vera
- José Manuel Martín	como Cuatrero
- Blaki como Cuatrero
- Rafa Martín
- Vicente Bañó como Leónidas Arévalo
- Gloria Berrocal
- José Manuel Cervino
- José Riesgo
- Claudia Gravy
- Juan Antonio Porto como Preso
- Beni Deus
- Juan Cazalilla